# Arroio Jaguarizinho
Arroio Jaguarizinho är ett vattendrag i Brasilien.   Det ligger i delstaten Rio Grande do Sul, i den södra delen av landet, 1 700 km söder om huvudstaden Brasília.
Trakten runt Arroio Jaguarizinho består i huvudsak av gräsmarker. Runt Arroio Jaguarizinho är det ganska glesbefolkat, med 32 invånare per kvadratkilometer.